# واين ريد
واين ريد (بالإنجليزية: Wayne Reid)‏ هو لاعب كرة مضرب أسترالي، ولد في 12 يناير 1938 في ملبورن في أستراليا.

## وصلات خارجية
- واين ريد على موقع رابطة محترفي التنس (الإنجليزية)
- واين ريد على موقع الاتحاد الدولي لكرة المضرب (الإنجليزية)
- واين ريد على موقع قاعة أستراليا للمشاهير الرياضية (الإنجليزية)